# Ист Брансвик (Њу Џерзи)
Ист Брансвик (енгл. East Brunswick) град је у америчкој савезној држави Њу Џерзи.

## Демографија
По попису из 2000. године број становника је 46.756.
| Група             | 2000.          | 2010.    |
| Белци             | 35.004 (74,9%) | 0 (0,0%) |
| Афроамериканци    | 1.321 (2,8%)   | 0 (0,0%) |
| Азијати           | 7.607 (16,3%)  | 0 (0,0%) |
| Хиспаноамериканци | 1.957 (4,2%)   | 0 (0,0%) |
| Укупно            | 46.756         | 0        |